# Rio Cetăţeni
O Rio Cetăţeni é um rio da Romênia, afluente do Asău, localizado no distrito de Bacău.